# Vera Romariz

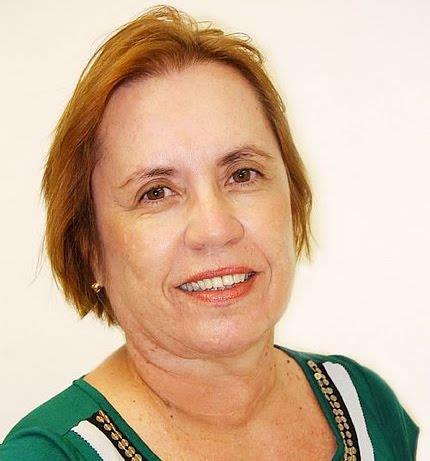

Vera Lúcia Romariz Correia Araújo (Maceió, 1950), mais conhecida como Vera Romariz, é uma poeta, escritora, cronista e crítica literária brasileira. É considerada um dos principais nomes da literatura alagoana contemporânea.

## Início da vida
Nascida em Maceió no estado de Alagoas localizado no Brasil, em 17 de setembro de 1950, filha de João Romariz e Salvelina Lopes Romariz. É neta de um dos maiores expoentes do romantismo parnasiano brasileiro, o poeta Sabino Romariz (1873-1913). Possui graduação em Letras pela Universidade Federal de Alagoas (1977), mestrado em Letras e Linguística pela Universidade Federal de Alagoas (1989) e doutorado em Letras pela Universidade Federal da Paraíba (1999).
Em entrevista ao programa autoria da Tve Alagoas, Vera conta que gosta de poetizar as relações humanas, pois são assustadoras, fascinantes e complicadas.  Prova disso é o seu livro de estreia Cacos (1977), um livro de crônicas, crônicas que na verdade são perfis psicológicos de pessoas (por exemplo: a tia rabugenta, o irmão poeta, a amiga que foi embora uma vez etc), e que resultam num painel de como as pessoas são variadas e instigantes. Seus temas são amplos, pois é o universo que a encanta, seja o universo humano, o universo dos objetos representados, ou a reflexão sobre o que é poesia, o que é poeta e o que fazem no mundo etc.
A escrita de Vera Romariz é dedicada a diversos gêneros e formas, desde poema à crítica literária. É uma escrita que enaltece e marca o seu lugar de fala, enquanto mulher, alagoana e professora. O seu eu-lírico representa a voz do mundo, choca as sensações humanas, que recorrem no texto a calmaria e leveza das palavras. Segundo Silva (2007, p.163), Romariz é “dona de uma linguagem limpa, que o exagero barroco não contaminou, se descobre diante da palavra, e sua criação poética polida e sistêmica não apresenta encoberta de compromissos formais”. Resumidamente, suas obras são um mistura de prazer e dor, produzidas a partir da carga psicológica imposta, e que através da estética livre da arte contemporânea dar às narrativas um empoderamento singular. “A poesia romariana é marcada pelo lirismo, que envolve espaços e relações cotidianas, que emerge de reconfiguração do espaço sob a ótica de real da poeta em imagens simbólicas a partir de uma linguagem plurissignificativa, marcada pela subjetividade lírica”. Freire (2019, p.23)

## Obras
- Cacos (1977);
- Camões: O Poliedro da Poética Portuguesa (1980);
- Quase Pássaro (1986);
- Quem é Você, Manuel Bandeira? (1986)
- Campo Minado (1986); (ensaio literário para o público infantil em co-autoria com Edilma Acioli Bomfim -1986);
- Amor aos Cinquenta (2004)
- Película (2008).

## Prêmios
Prêmio Nacional de Ensaio Literário Adonias Filho pelo trabalho ‘Identidade e Alteridade Cultural no Romance Luanda Beira Bahia’ (1990)